# Eva Ngui
Eva Ngui Nchama (Malabo, 9 de junio de 1985) es una deportista ecuatoguineana, nacionalizada española, que compitió en atletismo adaptado.

## Biografía
Ngui, que padece albinismo y deficiencia visual, emigró a España cuando tenía cinco años. Fue parte del conjunto femenino de atletismo español que ha participado en varios Juegos Paralímpicos. Alcanzó dos medallas de bronce en los Juegos Paralímpicos de Pekín 2008 en la categoría T12 con un tiempo de 12,58 segundos en la prueba de 100 m y con 25,70 segundos en la prueba de 200 m. Además, participó en los Juegos Paralímpicos de Atenas 2004 y en los Juegos Paralímpicos de Londres 2012, en ambas ocasiones en los 100 m.
| Juegos Paralímpicos | Juegos Paralímpicos | Juegos Paralímpicos | Juegos Paralímpicos |
| Año                 | Lugar               | Medalla             | Prueba              |
| ------------------- | ------------------- | ------------------- | ------------------- |
| 2008                | Pekín (China)       | Medalla de bronce   | 100 m T12           |
| 2008                | Pekín (China)       | Medalla de bronce   | 200 m T12           |